# Canthidermis
Canthidermis és un gènere de peixos teleostis de la família dels balístids.

## Particularitats
Es troben a les zones tropicals, fins a les subtropicals dels oceans del món. No es troben al Mar Mediterrani. Contràriament a la majoria dels balístids, els peixos d'aquest gènere són exclusivament pelàgics.
Es troben lluny de les terres fermes al voltant de matèries flotants, com arbres, fustes, plàstics, cordes i peces de deixalles grans. Viuen del micro-hàbitat d'algues i crustacis fixats als detritus errants a prop de la superfície. Llurs hàbits de vida i reproducció no han estat prou investigats. Aquests peixos oceànics són relativament rars i no es veuen gaire llevat que els detritus flotants al voltant dels quals viuen vagin a parar a alguna zona costanera.

## Taxonomia
N'hi han tres espècies reconegudes: 
- Canthidermis macrolepis
- Canthidermis maculata
- Canthidermis sufflamen